# Стральцов Борис Васильович
Борис Васильович Стральцов (біл. Барыс Васілевіч Стральцоў; 1 березня 1926, с. Хутар, Биховський район — 18 жовтня 2009, Мінськ) — білоруський публіцист, письменник, заслужений діяч культури Республіки Білорусь, кандидат історичних наук (1968), доктор філологічних наук (1978), професор (1979).

## Біографія
Борис Стральцов народився в селі Хутар Биховського району 1 березня 1926 року в селянській родині. У 1951 році вступив на заочне відділення філологічного факультету БДУ, який закінчив у 1956 році. Працював у газетах «Чырвоная змена» (укр. «Червона зміна»), «Літаратура і Мастацтва» (укр. «Література та Мистецтво») та «Звязда» (укр. «Зоря») (1953 — 1969). З 1969 року — завідувач кафедри теорії та практики радянської журналістики БДУ, заступник редактора «Веснік БДУ» (укр. «Вісник БДУ») (1969 — 1998). З 1999 року — професор кафедри соціології журналістики БДУ. Помер 18 жовтня 2009 року в Мінську, Республіка Білорусь.

## Наукова діяльність
Досліджував жанри публіцистики.

### Монографії
- 1973: «Публіцистика інформаційних жанрів» (біл. «Публіцыстычнасць інфармацыйных жанраў»)
- 1974: «Аналітичні жанри» (біл. «Аналітычныя жанры») — 1974
- 1977: «Публіцистика: жанри, майстерність» (біл. «Публіцыстыка: жанры, майстэрства»)[3]
- 1980: «Десята п’ятирічка в білоруських нарисах» (біл. «Дзясятая пяцігодка ў беларускім нарысе»)
- 1999: «Основи літературно-художньої творчості» (біл. «Асновы літаратурна-мастацкай творчасці»)
- 2000: «Основні творчі методи в журналістиці» (біл. «Асноўныя творчыя метады ў журналістыцы»)

## Творчість
Художні твори присвятив сільському життю.

### Збірки оповідань
- 1963: «Спадкоємець» (біл. «Наследнік»)
- 1969: «Сходяться більшовики та селища» (біл. «Сыходзяцца бальшакі і прасёлкі»)
- 2000: «Чародійний туман» (біл. «Чарадзейны туман»)[4]
- 2007: «Капуста або спосіб життя» (біл. «Капуснік, або лад жыцця»)[5]

### Оповідання
- 1975: «Вечірня планета» (біл. «Вячэрняя планета»)
- 1977: «Метроном пам'яті» (біл. «Метраном памяці»)

### Романи
- 1980: «Між крутими берегами» (біл. «Між крутых берагоў»)

## Зовнішні посилання
- Барыс Стральцоў. Стрэшка над студняй // Звязда: газета. — 11 березня 2009. — № 45 (26423). — С. 7. — ISSN 1990-763x.